# Dancing in the Flames
«Dancing in the Flames» es una canción del cantautor canadiense The Weeknd. Se lanzó el 13 de septiembre de 2024 a través de XO y Republic Records. Inicialmente, se anunció como el sencillo principal de su sexto álbum de estudio, Hurry Up Tomorrow, pero no fue incluido en el álbum.

## Antecedentes
The Weeknd interpretó por primera vez la canción en vivo el 7 de septiembre de 2024 durante su único concierto en São Paulo, Brasil. El lanzamiento comercial de la canción fue programado para el 13 de septiembre de 2024. El 9 de septiembre de 2024, se anunció oficialmente como el sencillo principal de su sexto álbum de estudio, Hurry Up Tomorrow, a través del evento promocional de Apple, It’s Glowtime, en el que se presentó el nuevo iPhone 16.

## Video musical
Un vistazo detrás de escena mostró por primera vez el video musical en el evento de Apple el 9 de septiembre de 2024. El video fue grabado íntegramente con el iPhone 16 Pro y dirigido por Anton Tammi, quien previamente dirigió el video musical de «Blinding Lights».

## Historial de lanzamientos
| Región(es)     | Fecha(s)                 | Formato(s)       | Discográfica(s) | Ref.  |
| -------------- | ------------------------ | ---------------- | --------------- | ----- |
| Varios         | 13 de septiembre de 2024 | Descarga digital | XO              | [ 5 ] |
| Italia         | 13 de septiembre de 2024 | Airplay          | Universal       | [ 6 ] |
| Estados Unidos | 13 de septiembre de 2024 | CD               | XO              | [ 7 ] |